# 샤예량
샤예량(하업량 夏業良, 1960년 9월 4일 ~ )은 중화인민공화국의 전 경제 교수이다. 1984년 안후이 대학을 졸업하고 상하이에 유학해 푸단 대학에서 경제학 석사, 박사로 있다가 베이징 대학 경제학과 부교수로 취임하였다.

## 해임과 이후
그는 2002년부터 베이징 대학 경제학과 부교수가 되었다. 그는 창업주였던 리다자오의 색깔을 빼기 위해 베이징 대학 경제체제개혁 과목 등을 가르쳤다. 하지만 그는 노벨평화상을 수상했던 류샤오보의 팬이기도 하였다. 그는 2008년 08 헌장이라는 헌정 운동에 서명하였다. 2013년 이후로, 대학 홍보 효과가 절감하자 베이징 대학 중국 공산당 위원회 및 교수 위원회는 연구실적 부족을 사유로 그를 해직하였다. 중국의 타 대학에서 직장을 찾고 싶었지만, 현재 미국의 한 연구소에 초빙되었으며, 연구원직으로 연구하고 있다.